# Schulthessia biplagiata
Schulthessia biplagiata är en insektsart som beskrevs av Bolívar, I. 1905. Schulthessia biplagiata ingår i släktet Schulthessia och familjen Pyrgomorphidae. Inga underarter finns listade i Catalogue of Life.